# Tachia exsertus
Tachia exsertus är en gentianaväxtart som beskrevs av Carl Friedrich Philipp von Martius. Tachia exsertus ingår i släktet Tachia och familjen gentianaväxter. Inga underarter finns listade i Catalogue of Life.